# BYO Records
BYO Records ist ein US-amerikanisches Independent-Label mit Sitz in Los Angeles. 

## Geschichte
Das Label wurde 1982 von Shawn Stern und seinem Bruder Mark Stern gegründet, die damals in der Hardcore-Band Youth Brigade spielten. BYO steht für Better Youth Organization; der Schwerpunkt des Labels liegt im Punkrock-Genre. Der dritte Stern-Bruder, Adam, spielte ebenfalls bei Youth Brigade, arbeitete aber nicht aktiv bei BYO mit.
BYO Records veröffentlichte unter anderem Tonträger von 7 Seconds, Agression, Clit 45, Leatherface, SNFU, The Briefs und The Unseen. 1991 wurde das Debütalbum der Neoswing-Band Royal Crown Revue auf BYO Records veröffentlicht. Zu diesem Zeitpunkt spielten Mark und Adam Stern bei dieser Band.
Regelmäßige Veröffentlichungen erfolgten bis 2007. Seit 2009 ist das Label inaktiv.

## Bands (Auszug)
BYO Records veröffentlichte unter anderem Tonträger folgender Bands und Künstler:
- 7 Seconds
- Agression
- Clit 45
- Leatherface
- Me First and the Gimme Gimmes
- One Man Army
- Reel Big Fish
- Royal Crown Revue
- SNFU
- Terrorgruppe
- The Bouncing Souls
- The Briefs
- The Business
- The Unseen
- Youth Brigade